# Andrés Solá y Molist
Andrés Solá y Molist C.M.F. (Taradell, España, 7 de octubre de 1895 - 25 de abril de 1927, León, México) fue un sacerdote católico de rito romano, miembro de la Congregación de Misioneros Hijos del Inmaculado Corazón de la Santísima Virgen María (Claretianos), murió martirizado junto a un compañero sacerdote y un laico que le servía y fue beatificado en 2005.

## Biografía
Andrés Solá y Molist nació en Can Vilarrasa en 7 de octubre de 1895, hijo de una gran familia; sus padres Buenaventura Solá Comas y Antonia Molist Benet se dedicaban a la agricultura. Estudio su primaria con mucho esfuerzo en una escuela de Sentforas. Sus padres tenían profundas costumbres cristianas y su comunidad la presencia de varios hombres y mujeres dedicados al servicio de la Iglesia católica. Durante una prédica de un misionero de los claretianos, su hermano Santiago y él se sintieron interesados por esa comunidad religiosa. Su hermano fue el primero en ingresar en el seminario de Vich. Al terminar Andrés sus estudios también ingresó en el mismo seminario (14 de noviembre de 1913), profesó sus primeros votos al año siguiente y los perpetuos en 1917. Su ordenación sacerdotal fue en 1922 y posteriormente fue enviado a misión a tierras mexicanas junto a otros cinco hermanos de congregación (1923).
Se destacó en su vida religiosa por su educación, orden, modestía, devoción al Corazón de María, aunque mantenía su carácter fuerte, dejando vislumbrar su nobleza, sensibilidad, compasión y generosidad aunque le costaran sacrificios. Como misionero en México estuvo en Ciudad de México, Seminario menor de Toluca (predicador); León como predicador (1924), misionero en Axtla.
En 1925 el gobierno solo permitía el oficio del ministerio sacerdotal a sacerdotes nacionales. Él en cambio decidió seguir oficiando en el país de manera oculta en las casas de sus amigos. Como protesta, los obispos mexicanos decidieron suspender el culto público, lo que conllevó a la persecución abierta de parte del gobierno de ese momento. A la casa de una amiga el Padre Solá y José Trinidad Rangel la habían destinado como oratorio, y contaba con un fiel feligrés haciendo las veces de sacristán.

## Muerte
En 1927 el padre Solá fue capturado por el gobierno mexicano. Tras el interrogatorio no negó su ministerio sacerdotal y fue apresado en la comandancia de la municipalidad. 
El Padre Andrés Solá y Molist fue martirizado en compañía de su compañero ministerial Padre José Trinidad Rangel y el feligrés Leonardo Pérez Larios el 25 de abril de 1927. Según sus biógrafos murió repitiendo las palabras "Jesús mío, Jesús mío, por Ti muero".

## Beatificación
Fue beatificado en la ciudad de Guadalajara junto a doce mártires mexicanos el 20 de noviembre de 2005. La Eucaristía de beatificación la presidió el Cardenal José Saraiva Martins.